# 孙庙乡 (淮南市)
孙庙乡，是中华人民共和国安徽省淮南市谢家集区下辖的一个乡镇级行政单位。

## 行政区划
孙庙乡下辖以下地区：
孙庙村、刘庙村、王集村、刘郢村、柯湖村、老岗村、堆坊村、范咀村、新庄村和李咀村。